# Dolichomitus longicauda
Dolichomitus longicauda är en stekelart som beskrevs av Smith 1877. Dolichomitus longicauda ingår i släktet Dolichomitus och familjen brokparasitsteklar. Inga underarter finns listade i Catalogue of Life.